# Herbert Guðmundsson
Herbert „Hebbi” Guðmundsson (ur. 15 grudnia 1953 w Reykjavíku) – islandzki piosenkarz, autor tekstów i producent muzyczny. Najbardziej znany z piosenek „Svaraðu”, „Time”, „Hollywood” i „Can’t Walk Away”, która w 1985 r. osiągnęła 1. miejsce na islandzkiej liście przebojów.

## Kariera
Herbert Guðmundsson zyskał rozgłos w Islandii, gdy w 1971 r. zaproponowano mu współpracę z zespołem Tilvera, który obok Trúbrot i Ævintýri był wówczas jednym z najpopularniejszych islandzkich zespołów. Był członkiem różnych islandzkich grup, w tym Elífð, Tilvera, Stofnþel, Eik, Pelican, Dínamít i Kan. W 1977 z zespołem Eik wydał swój pierwszy debiutancki album Á ströndinni. W 1984 r. z zespołem Kan nagrali płytę Í Ræktinni, na której znalazły się takie utwory jak „Megi sá draumur” i „Vestfjarðaróður”.
W 1985 r. Herbert rozpoczął karierę solową, wydając trzeci album Dawn of the Human Revolution i pierwszy singiel „Can’t Walk Away”, który natychmiast stał się wielkim przebojem w Islandii i przez kilka tygodni utrzymywał się na szczycie listy przebojów.

## Dyskografia

### Albumy studyjne
- 1977: Á Ströndinni (z zespołem Eik)
- 1984: Í Ræktinni (z zespołem Kan)
- 1985: Dawn of the Human Revolution
- 1986: Transmit (EP)
- 1987: Time Flies
- 1993: Being Human
- 1996: Dawn of the Human Revolution
- 2001: Ný Spor Á Íslenskri Tungu
- 2008: Spegill Sálarinnar – Open Your Eyes
- 2011: Tree Of Life
- 2012: Nýtt Upphaf
- 2015: Flakkað um ferilinn
- 2018: Starbright

### Albumy kompilacyjne
- 1998: FAITH
- 2013: Flakkað um Ferilinn

### Wydania DVD
- 2010: Herbert Guðmundsson í Íslensku Óperunni
- 2017: Can’t Walk Away Herbert Gudmundson